# 艾哈迈德·穆罕默德·马哈茂德
艾哈邁德·穆罕默德·馬哈茂德·「西蘭約」（阿拉伯语：‎；1938年—2024年11月15日），是索馬利蘭共和國的政治家，從2010年至2017年担任索馬利蘭總統。在20世紀80年代，他也是索馬里民族運動的主席。他是穆斯林。穆罕默德于2024年11月13日在索马里哈尔格萨去世，享年86岁。

## 生平
艾哈迈德·穆罕默德·穆罕默德1938年出生于中东小镇布尔科，该镇当时是英国索马里兰的保护国。绰号“Silanyo”（索马里语，意为蜥蜴），他来自伊萨克氏族哈巴尔杰克洛氏族的阿丹马多贝分支。他是家中六个孩子中的第三个。他的父亲是一名商船海员；他的兄弟们追随父亲的脚步成为商船海员。他是家中唯一接受正规教育的孩子，由一位叔叔抚养长大，叔叔对他的早年生活影响很大。
1946年至1957年间，穆罕默德在谢赫和阿穆德的学校学习，并在那里完成了中学教育。毕业后，他前往英国继续深造。1958年至1960年，穆罕默德就读于伦敦大学，并获得了高级普通教育证书（GCE）。随后，他进入曼彻斯特大学学习，获得经济学学士学位（1960-1963年）和硕士学位（1963-1965年）。
回国后，1965年至1969年，穆罕默德在索马里文官政府初期担任摩加迪沙计划和协调部官员。在随后的社会主义政府中，他担任国家计划和协调部长（1969-1973年）、商业部长（1973-1978年和1980-1982年）和国家经济委员会主席（1978-1980年）。
1984年至1990年，穆罕默德担任索马里民族运动（SNM）主席，是该解放组织任职时间最长的主席。
1993年至1997年，穆罕默德担任索马里众议院议员。1997年至1999年，他还担任索马里财政部长，并在任内发起了一项财政改革计划。1999年至2000年，穆罕默德担任索马里规划和协调部长，并于2001年辞去该职务。
穆罕默德是库尔米耶党创始人和主席，在2003年索马里总统选举中，他仅以80票之差输给了总统达希尔·拉亚勒·卡欣。尽管遭遇挫折，但在他的领导下，库尔米耶党已发展成为索马里最大的政党。尽管执政党在任期结束后继续掌权，并且不愿举行自由和公正的选举，但穆罕默德与传统长老和国际社会密切合作，继续通过民主进程寻求政治变革。
在2010年索马里总统选举中，穆罕默德击败联合人民民主党（UDUB）的现任总统达希尔·拉亚勒·卡欣，当选索马里新总统。